# 张吉龙
张吉龙（1952年2月—）是一位中国体育官员，前任亚洲足球联合会第一副主席及执行主席、中国国家体育总局对外体育交流中心主任。他在中国足球和亚洲足球外交工作上受到多方认可，是首位获得代表亚足联特别贡献荣誉的“亚洲之钻”奖的中国人。

## 生平
张吉龙1952年2月生于山东省烟台市，1969年在山东烟台航运公司任职，同年入伍。1972年转业後进入当时的国家体委，選送北京第二外国语学院進修，1975年畢業。
1978年，张吉龙进入中国足协负责外事工作，1989年进入亚足联担任规则委员会委员，1994年进入国际足联女子委员会。1996年许放逝世，张吉龙补选为亚足联副主席。其间曾兼任竞赛委员会副主席，帮助中国国家队在2002年世界杯亚洲区预选赛中“抽出亚洲”。在2008年北京奥运会筹备期间，张吉龙担任了奥组委体育部部长一职，在奥运会善后工作结束后，2009年1月19日，张吉龙调任对外交流中心主任。
2001年，时任亚足联竞赛委员会副主任的张吉龙在2002年世界杯亚洲区预选赛分组抽签中，为中国国家足球队争取到了有利的抽签原则，最终帮助中国成功避开了沙特、伊朗两强，历史上首次从世界杯亚洲区预选赛中出线。
2008年8月，张吉龙获得国际足联荣誉奖，是首位获奖的中国人。2011年5月31日，由于时任亚足联主席卡塔尔人默罕默德·本·哈曼在国际足联遭受贿赂调查被亚足联停职，张吉龙以第一副主席身份成为亚足联执行主席，同年7月增补成为国际足联执委。
2012年9月，因年龄已到，从国家体育总局外事中心主任的职务退休。但仍以亚足联代理主席的身份主持亚洲足球协会工作。
2013年2月28日，时任亚足联代理主席张吉龙在得到东亚足球协会支持下，突然表态退出下一届亚足联主席及国际足联执委的竞选，据传是未获得中国足协的支持，而深层次的原因是体育总局“全盘考虑”后的选择。也有评论认为张吉龙作为体制内退休官员地位已边缘化，体育总局有意推出新人取而代之。未能参与竞选的他改任亚足联副主席。不过由于国际足联执委马尼拉尔·费尔南多卷入哈曼贿选丑闻被国际足联禁足8年，张吉龙在亚足联推荐下于同年5月再次替补为国际足联执委。
2015年初，时任亚洲奥林匹克理事会主席艾哈迈德·法赫德·萨巴赫以私人名义力荐张吉龙竞选亚足联副主席，让体育总局一改此前冷淡态度，决定支持张吉龙竞选。4月，张吉龙作为东亚地区的唯一候选人连任亚足联副主席。
2016年7月，张吉龙因身体不适，辞去在亚足联的所有职务。2017年1月，张吉龙不再担任中国足协副主席，转任中国足协顾问。2018年11月，张吉龙被授予“亚洲之钻”奖，时任亚足联主席萨尔曼亲自颁奖，他也成为首位获此殊荣的中国人。

## “抽出亚洲”
2002年世界杯亚洲区预选赛的球队分档（即按照球队过往战绩分出强弱档次，以免出现分组实力过于不均的情况），最初是按照亚足联的想法，按照前3届世界杯和2届亚洲杯战绩进行折算的。然而，在抽签前一天，国际足联主席布拉特突然作出声明，要求采用2002年世界杯国际足联组委会主席约翰逊提出的“按照前2届世界杯和2届亚洲杯成绩分档”的原则。
由于这样的原则对中国队不利，因此张吉龙在得知消息后，给亚足联秘书长维拉潘打电话，要求面见布拉特，根据“国际足联无权干涉亚足联内部事务”的原则，要求他收回成命。维拉潘提出由自己去向布拉特进谏。最终，在2001年6月1日于曼谷的抽签中，采用了亚足联主张的规则，中国队同时抽出“上上签”，与阿联酋、乌兹别克斯坦、卡塔尔和阿曼分在同一组，并最终以小组第一的身份首次进入世界杯决赛阶段。